# Ligne de Doullens à Arras
La ligne de Doullens à Arras est une ancienne ligne ferroviaire française de la région Nord-Pas-de-Calais, à écartement standard et à voie unique, qui reliait la gare de Doullens à celle d'Arras. Elle est déclassée sur la majeure partie de son parcours.
Elle constitue la ligne no 306 000 du réseau ferré national.

## Historique
La ligne est déclarée d'utilité publique, au titre de l'intérêt local, par deux décrets le 8 octobre 1873. Le premier approuve aussi la convention signée 23 novembre 1872 entre le conseil général du Pas-de-Calais et la Banque franco-autrichienne-hongroise pour la concession de cette ligne. Le second approuve de même la convention signée 23 janvier 1873 entre le conseil général de la Somme et la Banque franco-autrichienne-hongroise pour la concession de cette ligne.
La ligne est rachetée par la Compagnie des chemins de fer du Nord à la Banque franco-autrichienne-hongroise par une convention signée le 5 mars 1874. Cette convention est approuvée par deux décrets le 19 juin 1875,.
Dans le cadre de son reclassement dans le réseau d'intérêt général, la concession de la ligne est confiée à la Compagnie des chemins de fer du Nord selon les termes d'une convention signée entre le ministre des Travaux publics et la compagnie le 5 juin 1883. Cette convention est approuvée par une loi le 20 novembre suivant qui reclasse la ligne dans le réseau d'intérêt général.

## Description de la ligne

### Tracé - Parcours

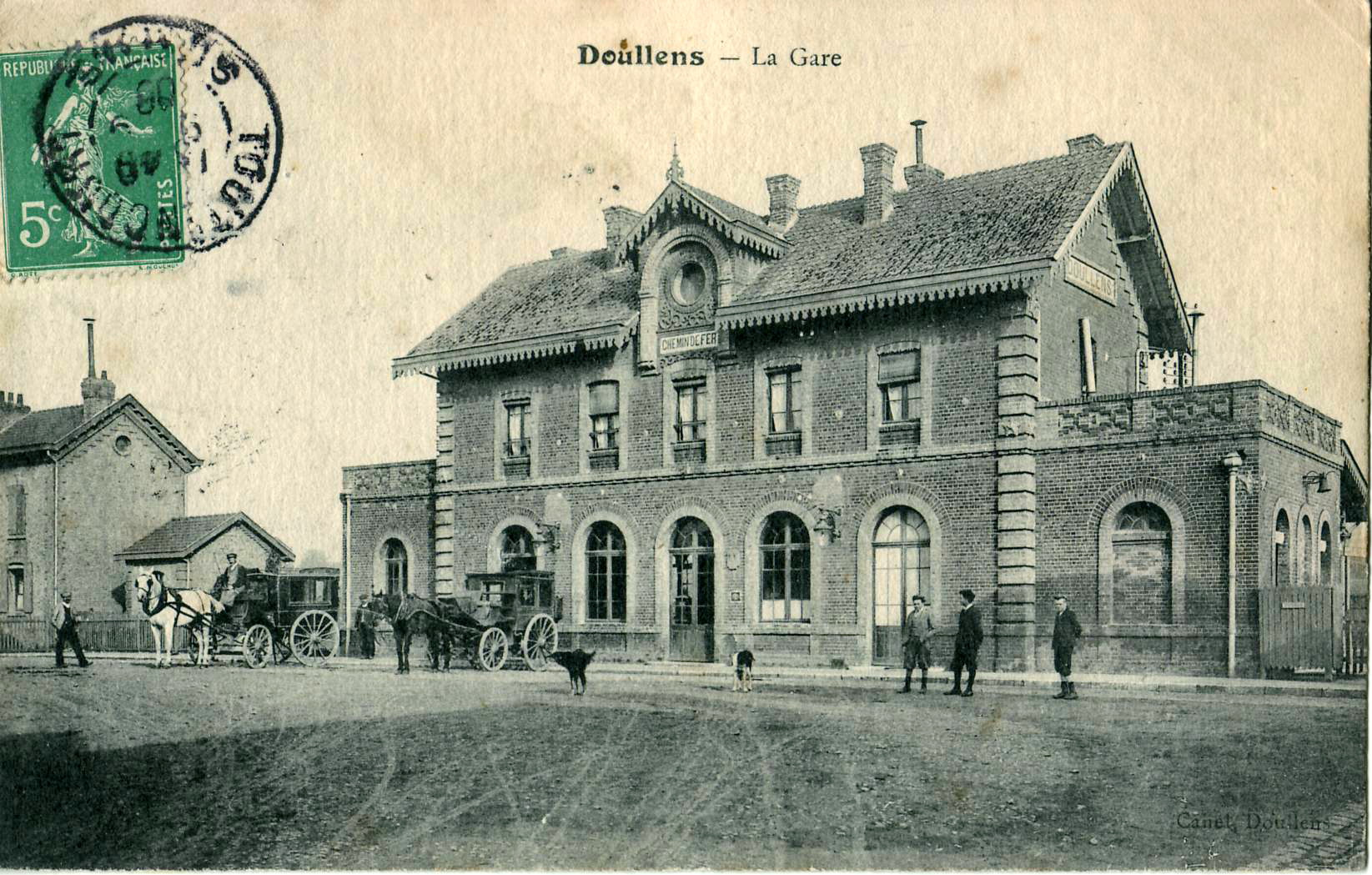
La gare de Doullens, vers 1908.

La ligne prend naissance près de la gare de Doullens et se termine près de la gare d'Arras sur la ligne d'Arras à Saint-Pol-sur-Ternoise.

### Ambulant postal

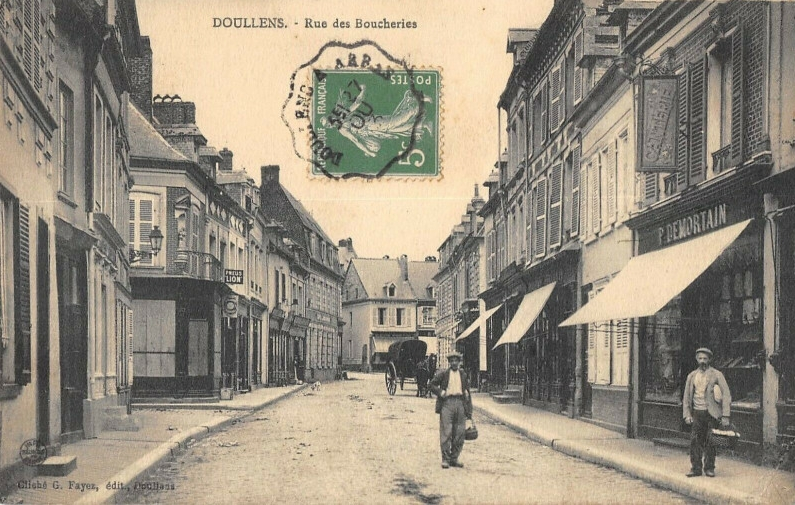
Carte postale comportant le timbre à date crénelé d'ambulant postal sur la ligne de Doullens à Arras daté de 1913.

Un service d' ambulant postal a fonctionné sur cette ligne avant la guerre 14. Les lettres étaient déposées dans les gares et, dans le train, un employé oblitérait le courrier avec un timbre à date rond à créneaux, typique des cachets d'ambulants postaux français du début du XXè siècle.

### Galerie

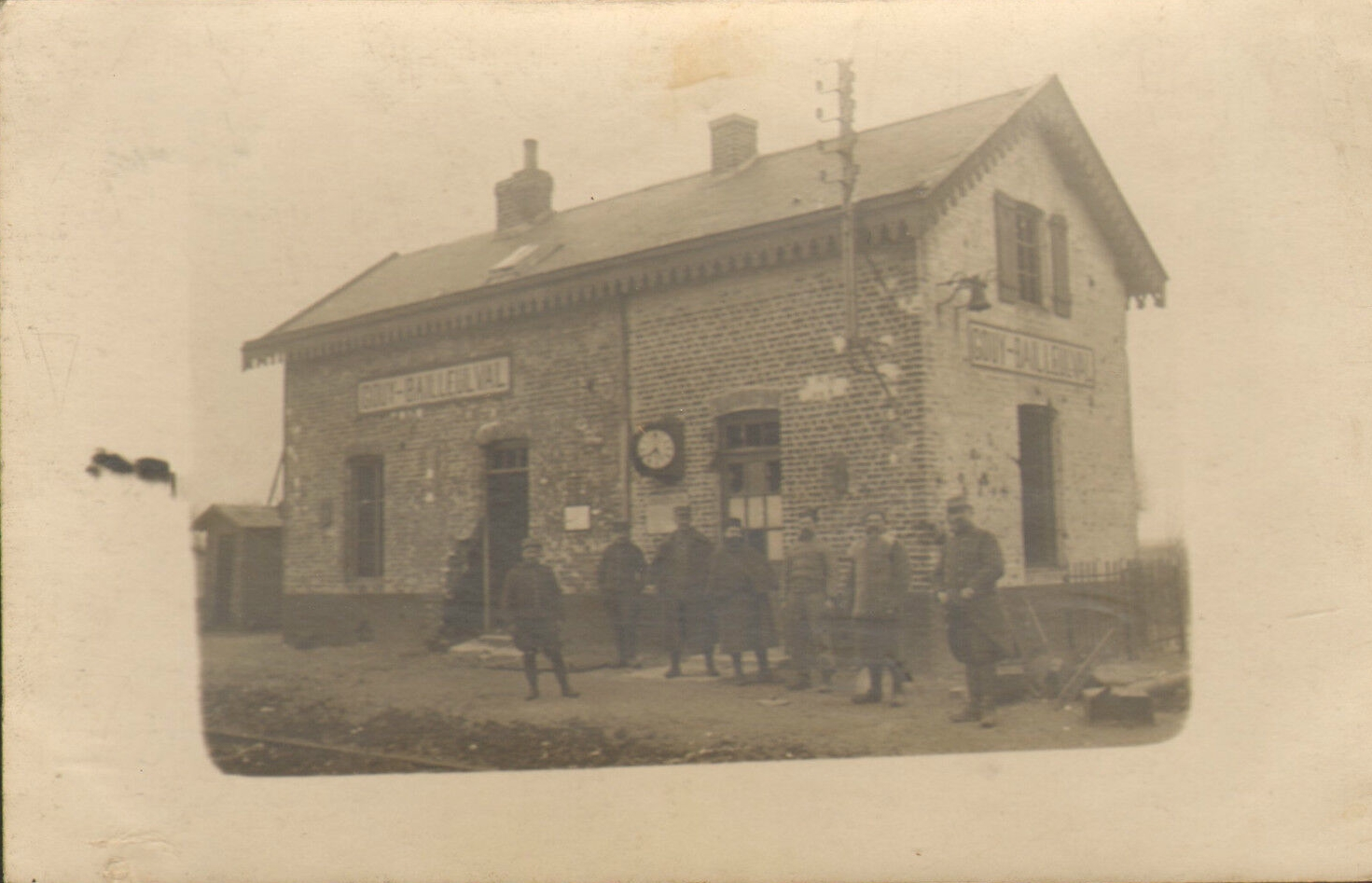
La gare de Gouy-Bailleulval en 1919.
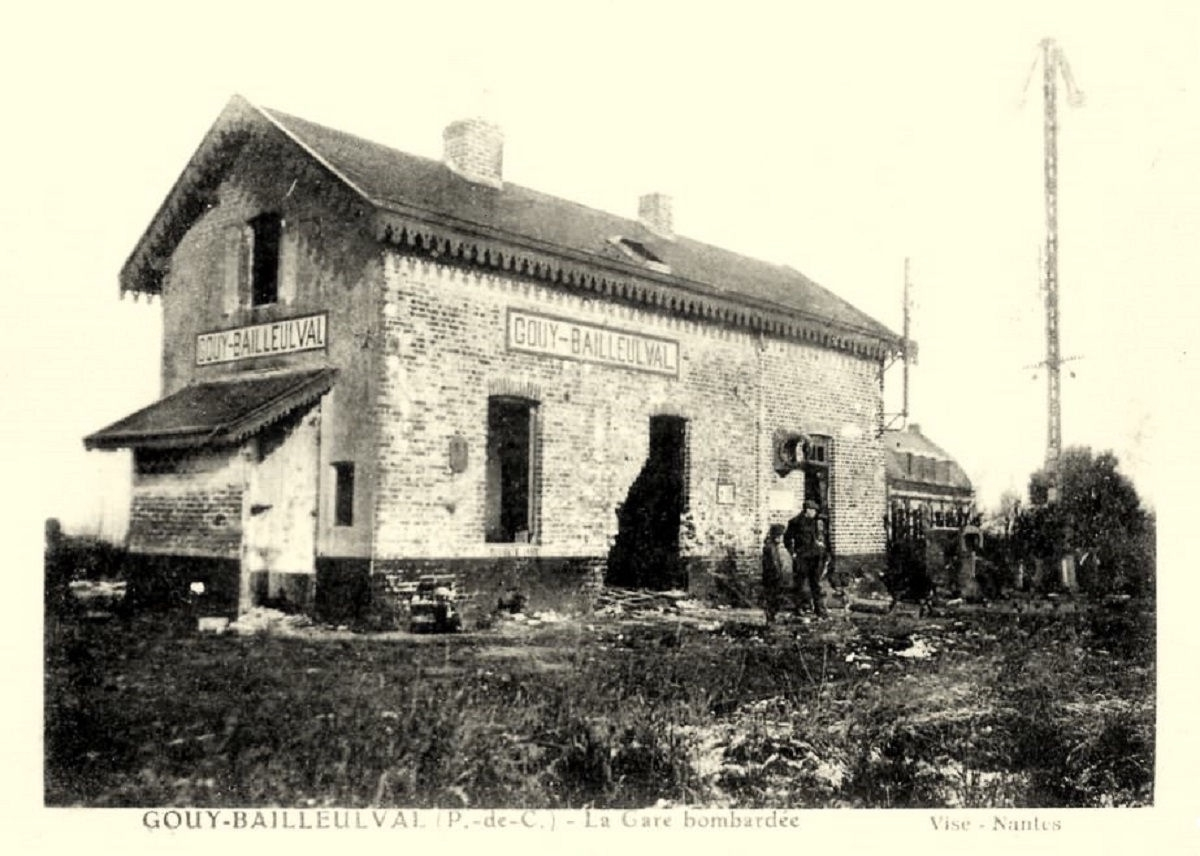
La gare de Gouy-Bailleulval à l'issue de la guerre 14-18.
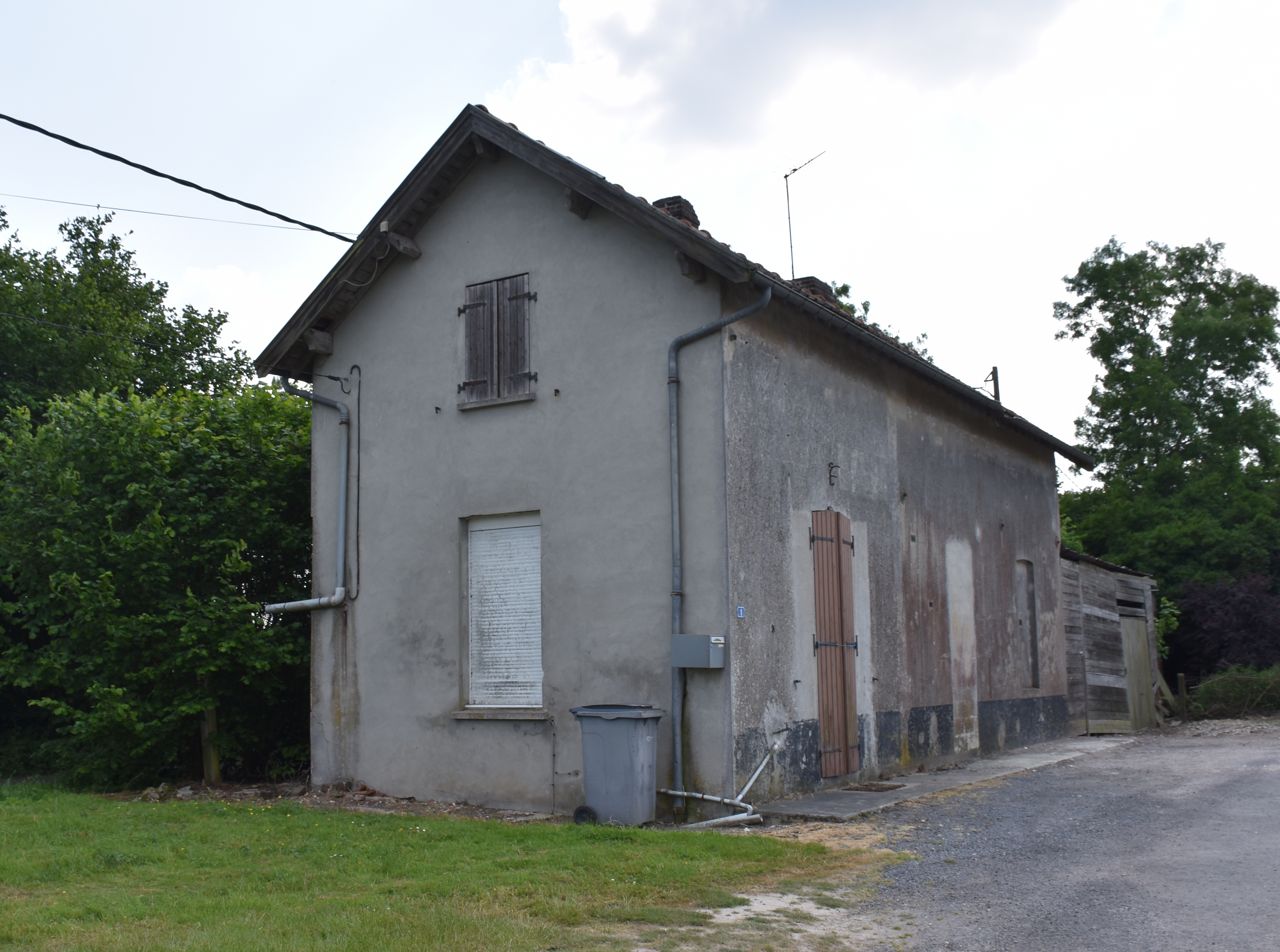
Ancienne gare de Gouy-Bailleulval sur la Ligne de Doullens à Arras en 2023.
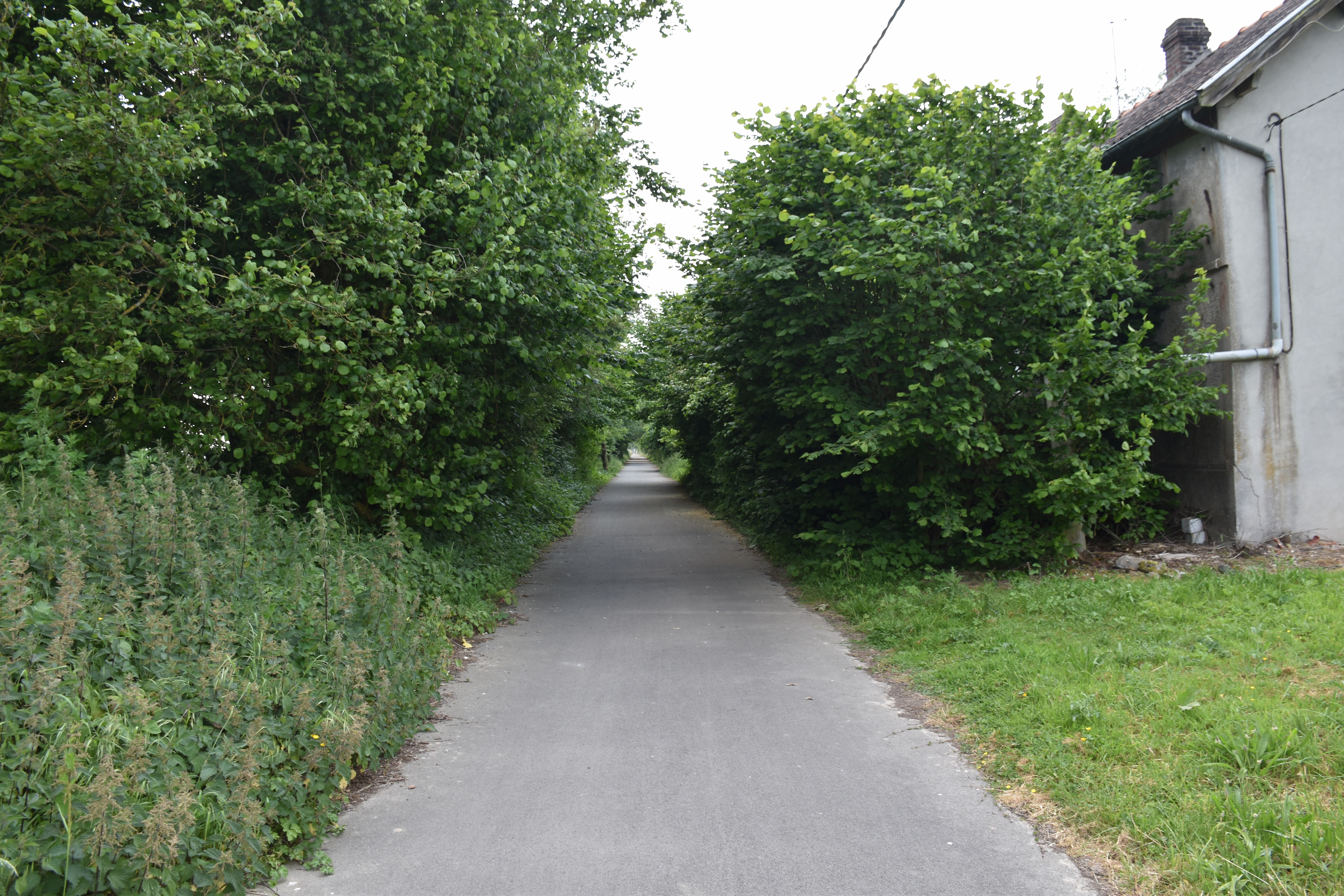
Ancien tracé de  la Ligne de Doullens à Arras aujourd'hui Véloroute de la Mémoire près de la gare de Gouy-Bailleulval.

## Exploitation
La voie a été déposée sur la majeure partie du parcours. Il subsiste seulement une section qui sert d'embranchement particulier à une entreprise : l'usine Primagaz de Dainville, site classé Seveso.
Le reste de la ligne, déclassée, est partiellement transformée en voie verte (depuis septembre 2011) par le conseil départemental du Pas-de-Calais, entre Dainville et Saulty qui fait partie de la Véloroute de la mémoire.